# 自説経
自説経（じせつきょう、巴: Udāna、ウダーナ）とは、パーリ仏典経蔵小部の第3経。文字通り、釈迦が問答形式ではなく感興に催されて自発的に発した言葉を集めたもの。
以下の8品で構成される。
1. 菩提品（Bodhi-vagga）
2. ムチャリンダ王品（Mucalinda-vagga）
3. ナンダ品（Nanda-vagga）
4. メーギヤ品（Meghiya-vagga）
5. ソーナ品（Soṇa-vagga）
6. 生盲品（Jaccandha-vagga）
7. 小品（Cūla-vagga）
8. パータリ村人品（Pāṭaligāmiya-vagga）

サンスクリット経典として継承されている『ウダーナヴァルガ』（Udānavarga）は、本経と『法句経』を足したもの。

## 生盲品
釈迦は舎衛城に滞在中、そこで様々な沙門バラモンらの哲学的見解（ディッティ）を耳にした。

Santeke samaṇabrāhmaṇā evaṃvādino evaṃdiṭṭhino 'sassato loko idameva saccaṃ moghamañña'nti. 

Santi paneke samaṇabrāhmanā evaṃvādino evaṃdiṭṭhino 'asassato loko idameva saccaṃ moghamañña'nti.

Santeke samaṇabrāhmaṇā evaṃvādino evaṃdiṭṭhino 'antavā loko idameva saccaṃ moghamañña'nti.

Santi paneke samaṇabrāhmanā evaṃvādino evaṃdiṭṭhino ' anantavā loko idameva saccaṃ moghamañña'nti  

Santeke samaṇabrāhmaṇā evaṃvādino evaṃdiṭṭhino ' taṃ jīvaṃ taṃ sarīraṃ idameva sacacaṃ moghamañña'nti. 

Santi paneke samaṇabrāhmaṇā evaṃvādino evaṃdiṭṭhino 'aññaṃ jīvaṃ aññaṃ sarīraṃ idameva saccaṃ moghamañña'nti.
ある沙門バラモンたちは、このような見解を主張する。「世界は永続的である、これのみが真理であり、他は虚妄である」と。

またある沙門バラモンたちは、このような見解を主張する。「世界は永続的ではない、これのみが真理であり、他は虚妄である」と。

ある沙門バラモンたちは、このような見解を主張する。「世界は有限である、これのみが真理であり、他は虚妄である」と。

またある沙門バラモンたちは、このような見解を主張する。「世界は無限である、これのみが真理であり、他は虚妄である」と。

ある沙門バラモンたちは、このような見解を主張する。「魂と身体は同一である、これのみが真理であり、他は虚妄である」と。

またある沙門バラモンたちは、このような見解を主張する。「魂と身体は同一はない、これのみが真理であり、他は虚妄である」と。
—パーリ仏典, 自説経 生盲品 54.Paṭhamanānātitthiyasuttaṃ, Sri Lanka Tripitaka Project

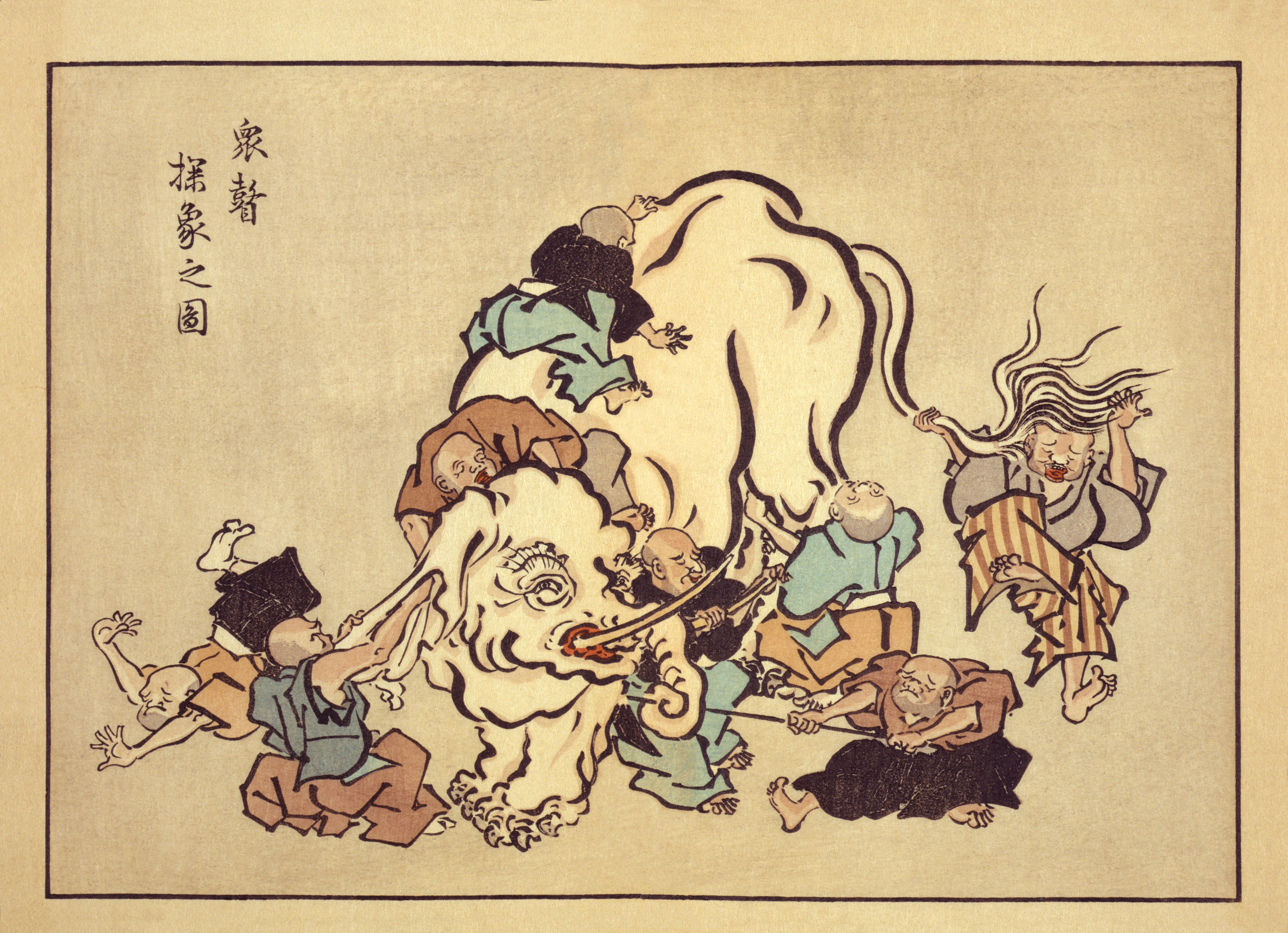
群盲象を評す

過去において、とある舎衛城の王が生まれながらの盲人を集め、象を触らせた。彼らは口々にこう評したのであった。
- 象の頭を触った盲人は、「象とは瓶のようなものである」。
- 象の耳を触った盲人は、「象とは蓑のようなものである」。
- 象の牙を触った盲人は、「象とは杭のようなものである」。
- 象の鼻を触った盲人は、「象とは鋤のようなものである」。
- 象の体を触った盲人は、「象とは穀倉のようなものである」。
- 象の足を触った盲人は、「象とは柱のようなものである」。
- 象の腱を触った盲人は、「象とは臼のようなものである」。
- 象の尾を触った盲人は、「象とは杵のようなものである」。
- 象の尾先の毛を触った盲人は、「象とは箒のようなものである」。

釈迦は、この盲人と象の例を受けて、このように述べた。

"Imesu kira sajjanti eke samaṇabrāhmaṇā,

Viggayha naṃ vivadanti janā ekaṅgadassīno"ti.
ある沙門バラモンらは、まさに、これら（見解）に執着する。

ある一部分のみを見る人たちは、その一部分に執着して論争する。

## パータリ村人品
パータリ村において、釈迦は涅槃に関する様々な境地を説いている。

Atti bhikkave, tadāyatanaṃ, yattha neva paṭhavi, na āpo, na tejo, na vāyo, na ākāsānañcāyatanaṃ, na viññānañcāyatanaṃ, na ākiñcaññāyatanaṃ, na nevasaññānāsaññāyatanaṃ, nāyaṃ loko, na paraloko, na ubho candimasuriyā.

Tatrāpāhaṃ bhikkhave, neva āgatiṃ vadāmi, na gatiṃ, na ṭhitiṃ, na cutiṃ, na upapattiṃ. 
Appatiṭṭhaṃ appavattaṃ anārammaṇamevetaṃ. Esevanto dukkhassā"ti.
比丘たちよ、このような境地がある。そこでは地水火風（＝四元）がなく、空無辺処がなく、識無辺処がなく、無所有処がなく、非想非非想処がない。この世でもあの世でもない。月も太陽もない。

比丘たちよ、その境地に対しては、行くことも、戻ることも、住すことも、死ぬことも、再び生まれることもないと私は説く。

それ（涅槃）はまさしく、支えるものも、転起もない、所縁もない。まさにこれが、苦の終焉である。

## 日本語訳
- 『南伝大蔵経』大蔵出版
- 『ブッダの真理のことば　感興のことば』、中村元訳、岩波文庫＋同ワイド版
- 『小部経典 第一巻 ブッダの福音』、正田大観訳、Kindle 2015年、ペーパーバック 2017年
- 『ブッダの詩II　原始仏典八』、櫻部建ほか訳、講談社、1985年